# Ralf Kohr
Ralf Kohr (* 19. Februar 1973 in Trier) ist ein deutscher ehemaliger Basketballspieler.

## Laufbahn
Der 1,82 Meter große Aufbauspieler gehörte in den 1990er Jahren zum Aufgebot des Basketball-Bundesligisten TVG Trier, spielte mit den Moselanern im Europapokalwettbewerb Korac-Cup und wurde mit der Mannschaft 1998 deutscher Pokalsieger. Neben der Basketballkarriere absolvierte Kohr eine Ausbildung zum Datenverarbeitungskaufmann, 1998 verließ er Trier, um in London ein Studium der digitalen Künste aufzunehmen, welches er 2002 abschloss. Kohr wurde beruflich im Bereich Medienproduktion (Kamera, Filmproduktion, Ton- und Bildbearbeitung, Fotografie, Grafik, Programmierung) tätig.